# Redningen af de danske jøder
 Der er for få eller ingen kildehenvisninger i denne artikel, hvilket er et problem. Du kan hjælpe ved at angive troværdige kilder til de påstande, som fremføres i artiklen.

Redningen af de danske jøder var en redningsaktion, der i oktober 1943 sørgede for at næsten alle de danske jøder under besættelsen kunne slippe bort fra nazistisk forfølgelse til sikkerhed i det neutrale Sverige. Danskere og svenskere fik i fællesskab bragt 7.056 jøder i sikkerhed.
Redningsaktionen var en af de største enkelte aktioner mod nazisternes jødeudryddelser under 2. verdenskrig. Som følge af aktionen undslap næsten alle danske jøder koncentrationslejrene. Redningen af de danske jøder ses som en af de største enkelte aktioner mod nazisternes jødeforfølgelser, og har i eftertiden haft stor betydning for bl.a. det amerikanske og israelske syn på Danmark.

## Forhistorie
Jødehad har eksisteret siden Oldtiden, hvilket nogle mener, er fordi jøder var anderledes og ønskede at bevare deres religion når de bosatte sig blandt ikke-jøder. Jødehad udviklede sig til antisemitisme sidst i 1800-tallet, hvor jødernes "underlegenhed" blev forsøgt forklaret med biologi. Adolf Hitler brugte bl.a. dette grundlag for sin jødepolitik op til og under 2. Verdenskrig, hvor ca. 6 mio. jøder blev dræbt verden over som del af Holocaust. Hitler og andre antisemitter hævdede, at jøderne var en særligt lavtstående race, der ville ødelægge den højtstående ariske race, fx når jøder fik børn med ikke-jøder. Ligeledes mente Hitler at de havde "urent" blod i årerne, og at jøderne derfor måtte skilles helt ud af samfundet og udryddes.
Den 9. april 1940 blev Danmark besat af en overvældende tysk styrke fra både land- og søvejen. Dertil fløj tyske bombemaskiner lavt ind over hovedstaden, og der blev fremsat trusler om, at tyskerne ville bombardere København. Hele den tyske indmarch i Danmark skete uden den store modstand fra de danske tropper, foruden den Kongelige Livgarde ved Amalienborg og de danske tropper ved den dansk-tyske grænse, som kort gjorde modstand. Kong Christian 10. og den danske regering protesterede mod tyskernes handlinger, men standsede øjeblikkeligt grænsekampen mod de tyske tropper. Derudover opfordrede de befolkningen til at finde sig i besættelsen, og derved afholde sig fra enhver form for modstandskamp. Vejen var nu banet for samarbejdspolitikken, altså samarbejdet mellem de ledende danske partier og den tyske besættelsesmagt under 2. verdenskrig fra starten af april 1940 til den 29. august 1943.
I første omgang fik besættelsen hverken større konsekvenser for danske jøder eller andre danskere. Som følge af den danske regerings velvillige indstilling over for den tyske besættelse, var tyskerne også lydhøre over for danske indvendinger, og regeringen og kongen fik lov til at blive siddende. Danmark var et "mønsterprotektorat"; det muliggjorde visse danske krav til tyskerne. Da den danske regering forklarede, at Danmark ikke havde noget "jødeproblem", lod de tyske nazister derfor danskerne om det, da de ikke ville ødelægge forholdet landene imellem.
Under den danske udenrigsminister Erik Scavenius' besøg i Nazi-Tyskland i 1941 blev temaet taget op af de tyske myndigheder. Et dansk antisemitisk blad benyttede lejligheden til et frontalt angreb på danske jøder, og kort efter forsøgte nogle at sætte ild til synagogen i København. Det danske retssystem straffede både bladets udgivere og ildspåsætterne med bøder og fængsel. De tyske nazister tog det som et klart tegn på, at forholdet til mønster-staten Danmark ville blive ødelagt, hvis de pressede på for at få gennemført diskriminerende love mod og deportering af jøder.
I løbet af 1943 blev det klart for den danske befolkning, at Tyskland sandsynligvis ville tabe krigen, og at besættelsen ikke ville vare ved. Fra Esbjerg spredte der sig fra den 10. august 1943 strejker og uro over det meste af landet. De næste par uger var præget af stor civil uro, og da den rigsbefuldmægtigede, dr. Werner Best efter krav fra Berlin krævede indførelsen af strejkeforbud, tysk censur og dødsstraf for sabotage, gik regeringen af. Med Danmarks nye status under tysk magt blev jødeproblemet aktuelt.

## De danske jøder
I Danmark levede der omkring 7000 jøder, hvor størstedelen af dem var bosat i København. Mange af de bosatte jøder følte sig som danskere, og var helt igennem integreret i det danske samfund. I Danmark fandtes der ikke mange antisemitter, og de danske myndigheder slog hårdt ned på racistiske udtalelser og handlinger, bl.a. gennem racismeparagraffen indført i 1939.
Under besættelse af Danmark holdt de danske jøder lav profil, da de så hvilke skrækkelige forbrydelser, der skete mod jøder i Tyskland, Polen, Frankrig, og andre europæiske lande under nazistisk kontrol. De danske jøder ønskede ikke at Tyskland førte kampen til Danmark, og de støttede derfor op om samarbejdspolitikken med den tyske besættelsesmagt. Den danske regering havde truet med at fratræde, hvis Tyskland indførte deres jødelov i Danmark, hvilket den tyske besættelsesmagt havde accepteret indtil den såkaldte jødeaktion fandt sted i 1943.

## Deportationsordren og flugten
I de første besættelsesår undgik de danske jøder stort set at blive generet af den tyske besættelsesmagt. Andre steder i Europa havde jøder længe været forfulgt, og mange var allerede blevet dræbt i koncentrationslejre som følge af Hitlers jødepolitik. I Danmark beskyttede den danske regerings samarbejde med besættelsesmagten jøderne, men da den trådte tilbage i protest den 29. august 1943, og tyskerne overtog den absolutte magt i Danmark, blev linjen over for jøderne hård.
De andre europæiske jøder var i mellemtiden for en stor dels vedkommende deporteret. De norske jøder var deporteret i 1942, og rygterne om koncentrationslejrene og gaskamrene var nået til Danmark, der havde en anelse om, hvad der var i vente. Den tyske rigsbefuldmægtigede i Danmark, Werner Best, skrev den 8. september 1943 et meget omdiskuteret telegram til udenrigsministeriet i Berlin, hvori han spurgte om, hvad han skulle gøre med jøderne i Danmark. Best arbejdede tæt sammen med den tyske skibsfartsattache Georg Ferdinand Duckwitz og den 28. september 1943 havde de en samtale, hvor Best fortalte, at en aktion skulle finde sted natten mellem 1. og 2. oktober 1943, hvor jøderne skulle fanges.
Datoen var valgt fordi dette ville være en fredag aften (altså shabbat) og desuden også Rosh Hashanah, det jødiske nytår. Det ville altså være en aften, hvor mange jødiske familier var beskæftigede med religiøse ritualer og ville være samlet i synagogen og senere i deres hjem. Tysk politi var allerede ved at ankomme, og transportskibe, der skulle sejle de tilfangetagne jøder til tyske koncentrationslejre, var klar i havnen.
Duckwitz gav en advarsel til det jødiske samfund, ved at lække informationen om den forestående deportation til den socialdemokratiske partiformand Hans Hedtoft. Hedtoft blev meget bekymret, og kontaktede den danske modstandsbevægelse og de danske jøder for at fortælle om razziaen. Duckwitz havde på forhånd hemmeligt forsikret sig, at jøderne ville få opholdstilladelse i Sverige. Det mosaiske trossamfunds leder C.B. Henriques og overrabbineren Marcus Melchior fik advaret andre danske jøder om aktionen ved fejringen af Rosh Hashanah den 29. september og tilrådede dem at holde sig fra deres hjem og gå i skjul. De følgende dage spredtes hemmeligheden især blandt danske embedsmænd, og det førte til advarsler ved at kigge telefonbøger igennem for at finde jødisk-klingende navne og advare.
Den 15-årige Herbert Pundik blev sammen med en anden jødisk dreng den 29. september hentet i klassen af rektor. "Vi er blevet advaret om, at jødeforfølgelsen snart begynder," sagde han og fortsatte "I må hellere skynde jer hjem".
De fleste jøder skjulte sig hos venner og bekendte eller i gårde og kirker i nærheden af Øresund. Den eneste måde de kunne komme væk på var ved hjælp af velvillige fiskere eller skibsejere. Passagen var ikke lang, blot fem km de smalleste steder på Øresund, og i løbet af de næste par dage lykkedes det at få ca. 7.000 jøder sejlet over Øresund i sikkerhed i Sverige. Der var nogle, der krævede ågerpris for transporten, med de blev senere straffet af modstandsbevægelsen og skattemyndighederne. En af Herbert Pundiks sidste erindringer før den robåd, der skulle fragte dem ud til en større fiskerbåd, lagde kursen mod det mørke Øresund, var billedet af familievennen P. Nikolajsen, hans kone og den fiskerkone, hvis mand skulle fragte dem over, der inde på stranden strakte deres foldede hænder mod himlen i bøn.
De mange jøder, der gemte sig især de nordsjællandske sommerhusområder i begyndelsen af oktober, kunne i længden ikke undgå at tiltrække sig tyskernes opmærksomhed. I Gilleleje Kirke blev 80 jøder fanget, efter at en dansk pige havde røbet hemmeligheden til sin kæreste, en tysk soldat. Det var i øvrigt ved denne lejlighed, at en ukendt tysk jøde som tak for lægehjælp gav en æske med en lok af Beethovens hår i varetægt hos den danske læge dr. Kay Fremming for at forhindre, at den faldt i tyskernes hænder.
Nogle jøder blev fanget på lignende måde af Gestapo og værnemagten, og nogle blev fanget af tyske patruljebåde på Sundet, men langt de fleste klarede sig i sikkerhed. Jødeaktionen 1943 blev en kæmpe fiasko for tyskerne. Der boede ca. 7.000 jøder i Danmark, og det lykkedes kun at fange ca. 280 af dem. De fleste var ældre mennesker, som ingen havde taget sig af, eller andre, der ikke blev advaret i tide. Derudover fangede tyskerne 190 jøder under flugtforsøgene til Sverige.

## De fangne jøders skæbne
De omkring 450 jøder (omkring 7 % af det samlede antal jøder i Danmark), der ikke havde mulighed for at flygte eller blev pågrebet under flugten, blev fanget og sat på skibe i Københavns Havn. De danske jøder blev behandlet meget bedre end jøder i andre lande. Det berettes, at de tyske soldater bankede på døren, når de skulle arrestere jøder i stedet for at sparke døren ind, som de gjorde i andre lande. Og nogle soldater gik (ifølge enkelte kilder) blot videre, hvis ingen åbnede.
De danske jøder blev på grund af dansk pres ikke sendt videre til udryddelseslejre fra koncentrationslejren Theresienstadt i Bøhmen. Modsat ved udryddelseslejrene var der ingen gaskamre i Theresienstadt, og kun de sædvanlige mord, og derfor var overlevelseschancerne langt bedre. Nazisterne brugte lejren som transitstation, fra hvilken mange jøder blev sendt videre til dødslejrene i fx Polen. De danske jøder blev aldrig sendt videre, og takket være hjælpepakker med mad og medicin fra Danmark kunne mange danske jøder overleve. Pres fra Danmark førte også til, at Dansk Røde Kors kunne overvåge de danske jøders velbefindende helt til krigens afslutning.
51 danske jøder døde i Theresienstadt; de fleste var ældre mennesker, der ikke kunne klare sygdommene som tyfus og den dårlige forplejning og indkvartering. I april 1945 blev de omkring 400 overlevende danske jøder overbragt til den svenske grev Folke Bernadotte fra svensk Røde Kors og blev i de hvide busser fragtet gennem det ruinerede Tredje Rige i sikkerhed i Danmark. Af alle lande besat under 2. Verdenskrig var Danmark det, hvor den laveste andel af landets jøder blev dræbt.
Der har været ganske få jøder i Danmark efter oktober 1943. De levede skjult og under påtagede navne. Flere jøder levede som "patienter" indlagt på danske hospitaler. Selv efter krigens afslutning valgte de fleste jøder, der flygtede til Sverige, at blive der, men der er stadig flere tusinde jøder i Danmark.

## Grunde til successen
At redningen lykkedes kan skyldes flere grunde. Den første grund var, at flere repræsentanter for besættelsesstyret var imod aktionen mod jøderne. Det resulterede i, at den tyske diplomat Georg Ferdinand Duckwitz advarede politikeren Hans Hedtoft, hvilket betød, at de fleste danske jøder øjeblikkeligt gik under jorden. Samarbejdspolitikken havde gjort værnemagten og Werner Best interesseret i at bevare roen i landet. En voldsom jødedeportation kunne udløse store problemer i landet og tvinge Werner Best til at bede om flere besættelsestropper til Danmark. Deraf fulgte også en udpræget mangel på aktivitet fra især den tyske værnemagts og flådes side, der optrådte særdeles passivt og tilbageholdende med at fange jøderne. Redningsaktionen blev i de første dage også begunstiget af et endnu ikke forstærket Gestapo.
Den anden grund var Sveriges geografiske nærhed. De fleste jøder boede i København, og den meget korte afstand til Sverige betød, at en rejse dertil var hurtig og enkel trods stikkeri, politiovervågning, udrejseforbud, mørklægning, spioner og grundig tysk patruljering. En del af flugten foregik fra den nordsjællandske kystby Gilleleje med fiskekuttere til Sverige - samt fra Helsingør, hvor navnlig modstandsgruppen Helsingør Syklub spillede en central rolle. Sveriges velvillige holdning til at give jøderne opholdstilladelse var også afgørende.
For det tredje var viljen blandt den danske civilbefolkning til at hjælpe jøderne vigtig. Selvom jøderne betalte dem store summer penge for at hjælpe dem, var det stadig en enorm gerning, de udøvede, idet de satte deres eget liv på spil. Det lille antal danske antisemitter betød, at jøderne kunne skjules i store områder, selv om hele bysamfund sandsynligvis har kendt jødernes gemmesteder. Kun to procent af danskere var beredte til direkte at hjælpe den tyske besættelsesmagt.
Det lille antal danske jøder, både i absolutte og relative tal, betød, at det var nemt og overskueligt at bringe jøderne hurtigt i sikkerhed. Der var mange jøder, der ikke troede, at de ville blive fanget. De havde jo altid levet som gode danske borgere og ikke gjort noget forkert. Andre jøder orkede ikke at flygte igen, som de gjorde fra jødehadet i Østeuropa i begyndelsen af 1900-tallet. Men de fleste jøder lyttede til advarslen og gjorde sig klar til at flygte over Øresund til det neutrale Sverige, hvor der ikke var krig. Også store dele af det danske politi og embedsstand hjalp i det skjulte de danske jøder.
Der er også historikere, som sætter spørgsmålstegn ved grundfortællingen om redningen af de danske jøder. Bl.a. har Bent Blüdnikow argumenteret for, at "den danske hjemstavnshistorie" negligerer en række negative konsekvenser af samarbejdspolitikken, bl.a. at det danske diplomati undlod at bistå jøderne i andre europæiske lande. Han kritiserer især Bo Lidegaard for at anlægge "et snævert nationalt perspektiv" i sine bøger om besættelsen, senest bogen "Landsmænd" (2013), men finder samtidig, at kun "få markante undtagelser" blandt danske historikere har forholdt sig kritisk til fortællingen om, at redningen af jøderne kan tilskrives samarbejdspolitikken.

## Ekstern henvisning
- Befrielsen 1945 – Jødeflugten Arkiveret 28. august 2013 hos  Wayback Machine
- Rescue in Denmark
- Rescuers during the Holocaust Arkiveret 26. oktober 2013 hos  Wayback Machine
- The Jews of Denmark – a Bibliography
- Flugten 43 - Flugt og deportation Arkiveret 1. april 2019 hos  Wayback Machine kbharkiv.dk
- Oktober '43: Flugten til Sverige
- Luca Irwin Fragale, Massoneria e totalitarismi. Danimarca e nazismo tra olocausto e Resistenza transnazionale, Mimesis, Sesto San Giovanni 2023, ISBN 9788857595498;